# تیم پیگات-اسمیت
تیم پیگات-اسمیت (انگلیسی: Tim Pigott-Smith؛ زادهٔ ۱۳ مهٔ ۱۹۴۶ – درگذشته ۷ آوریل ۲۰۱۷) بازیگر اهل بریتانیا بود. از فیلم‌هایی که وی در آن نقش داشته است، می‌توان به آلیس در سرزمین عجایب، ذره‌ای آرامش، جانی انگلیش، رد ۲، برخورد تایتان‌ها، گوژپشت نتردام، ساعت، پمپئی: واپسین روز و صعود ژوپیتر اشاره کرد.